# Ulykkesfugl
|  | Denne artikel er oprettet af botten PalnaBot ud fra en ekstern database. Den kan derfor have sproglige fejl eller mangler. Denne skabelon kan fjernes efter kontrol af indholdet. |

Ulykkesfugl er en kortfilm fra 2008 instrueret af Rasmus Birch efter manuskript af Rasmus Birch.

## Handling
En af drengene fra Bjørns fodboldhold dør ved et tragisk uheld. Et uheld Bjørn tilfældigvis er skyld i. Bjørn afslører intet, men så let slipper han ikke. Den døde dreng går igen for at fortælle Bjørn at de har et regnskab, der skal gøres op. Bjørn skal nemlig erstatte alle de hjerteslag, drengen har mistet.